# Cypraea cervus
Cypraea cervus är en snäckart som beskrevs av Carl von Linné 1771. Cypraea cervus ingår i släktet Cypraea och familjen Cypraeidae. Inga underarter finns listade i Catalogue of Life.

## Bildgalleri

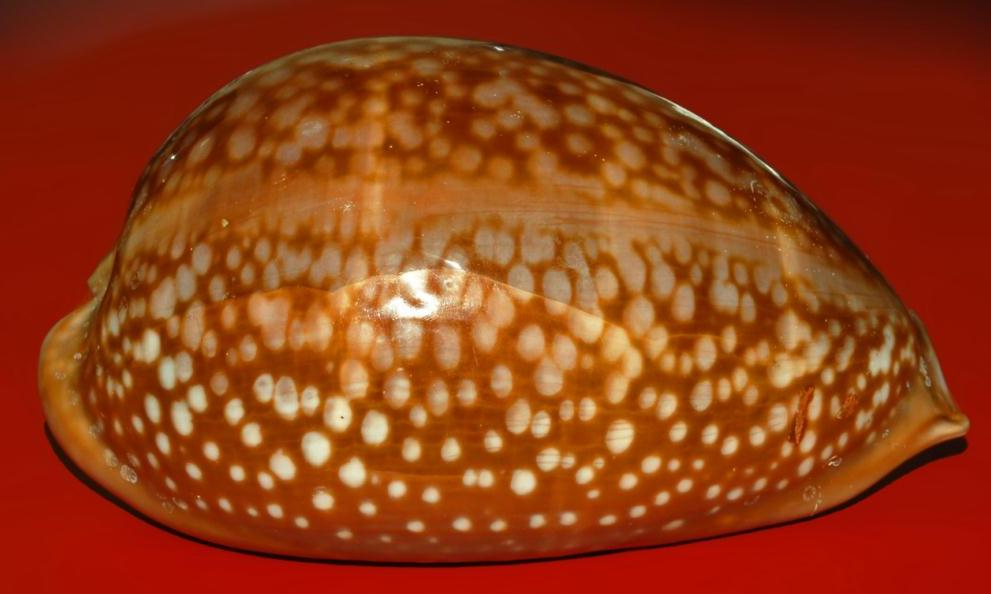